# Puyréaux

Puyréaux este o comună în departamentul Charente, Franța. În 1 ianuarie 2022 avea o populație de 571 de locuitori.